# Льяурі
Льяурі (валенс. Llaurí, ісп. Llaurí) — муніципалітет в Іспанії, у складі автономної спільноти Валенсія, у провінції Валенсія. Населення — 1332 особи (2010).

## Географія
Муніципалітет розташований на відстані близько 320 км на південний схід від Мадрида, 36 км на південь від Валенсії.

## Демографія
Динаміка населення (INE ):

## Галерея зображень

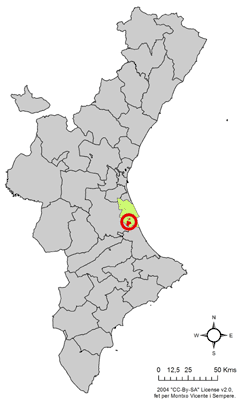
Розташування муніципалітету у автономній спільноті Валенсія
Розташування муніципалітету Льяурі у комарці Рібера-Баха